# Crossoptilon
Crossoptilon és un gènere d'ocells de la subfamília dels fasianins (Phasianinae), dins la família dels fasiànids (Phasianidae) que viuen generalment en zones de muntanya del Tibet i la Xina. Són coneguts com a faisans orelluts.

## Taxonomia
S'han descrit quatre espècies dins aquest gènere:
- Faisà mostatxut blanc (Crossoptilon crossoptilon).
- Faisà mostatxut blau (Crossoptilon auritum).
- Faisà mostatxut fosc (Crossoptilon mantchuricum).
- Faisà mostatxut gris (Crossoptilon harmani).